# Мелядино Сан Витале
Мелядѝно Сан Вита̀ле (на италиански: Megliadino San Vitale) е село и община в Северна Италия, провинция Падуа, регион Венето. Разположено е на 12 m надморска височина. Населението на общината е 2051 души (към 2010 г.).